# Ciliegio (araldica)
In araldica il ciliegio è simbolo di dolcezza imparziale. Si rappresenta usualmente sradicato, cioè con le radici in evidenza.
Talora viene rappresentato solo il suo frutto.

Albero di ciliegio sradicato di verde, fruttato di rosso (Cerezo, Spagna)
Ciliegio fruttato di rosso (Ceresole d'Alba)
Ramo di ciliegio con tre ciliegie (Nuglar-Sankt Pantaleon, Svizzera)
Tre ciliegie di rosso, gambute e fogliate di verde (Guyancourt, Francia)